# Pyrausta trichoglossa
Pyrausta trichoglossa là một loài bướm đêm trong họ Crambidae.